# Kim Jun-ho (joueur)
Vous êtes invité à donner votre avis sur cette page de discussion, de manière argumentée en vous aidant notamment des critères d’admissibilité ou en présentant des sources extérieures et sérieuses.  
Après avoir apposé le modèle {{Admissibilité}} sur une page, suivez les étapes expliquées sur Wikipédia:Débat d'admissibilité/Aide :
| 1. | Créez la page de débat d'admissibilité.                                                                      | Sauvegardez d’abord la page pour l’initialiser puis indiquez votre motivation.             |
| 2. | Important : ajoutez une entrée dans la section Débat d'admissibilité du jour.                                | Utilisez ce texte : *{{L\|Kim Jun-ho (joueur)}}                                            |
| 3. | Pensez à informer les contributeurs principaux de la page et les projets associés lorsque cela est possible. | Utilisez ce texte : {{subst:Avertissement débat d'admissibilité\|Kim Jun-ho (joueur)}}~~~~ |

Pour l’article homonyme, voir Kim Jun-ho.
Kim Jun-ho (né le 18 août 1992) est un joueur professionnel sud-coréen de StarCraft II jouant sous le pseudonyme de herO avec race Zerg dans Brood War et Protoss dans StarCraft II.

## Carrière

### Starcraft
Il connait une carrière sur Starcraft: Brood War.

### Starcraft II
Après être passé à Starcraft II, il a changé sa race en Protoss.
Il est sélectionné comme l'un des 10 meilleurs membres de l'équipe nationale pour le WCS 2012 et joue un rôle majeur en menant l'équipe à la finale de la Proleague pour la première fois en 5 ans, s'imposant comme l'as de CJ Entus.
Il montre de bonnes performances dans la ligue professionnelle jusqu'en 2013, mais ne réussit pas à se démarquer dans la ligue individuelle. Il montre cependant également de bonnes performances dans des ligues individuelles, comme en remportant l'Intel Extreme Masters deux fois de suite depuis fin 2013.
En octobre 2016, l'équipe Starcraft II de CJ Entus est dissoute et il devient un joueur indépendant. Il rejoint ensuite ROOT GAMING le 14 janvier 2017.
En 2022 il remport son premier trophé GSL la saison 2 de la GSL 2022 .
En 2025 il remporte la saison 1 de la GSL qui lui offre une entrée pour les championnat du monde de 2025 (l'EWC cette année).

## Palmarès

### Starcraft
- Décembre 2008, 45e gagnant de la sélection des joueurs semi-professionnels de Starcraft.
- Avril 2012 Tving Star League 2012, huitièmes de finale.

### Starcraft 2
| Année | Tournoi                               | Résultat  | Adversaire (finale)   | Score |
| ----- | ------------------------------------- | --------- | --------------------- | ----- |
| 2013  | IEM Season VIII – Singapore           | Champion  | San                   | 4–2   |
| 2014  | IEM Season VIII – São Paulo           | Champion  | MC                    | 4–1   |
| 2014  | IEM Season VIII – World Championship  | Finaliste | –                     | –     |
| 2014  | SanDisk SHOUTcraft Invitational       | Champion  | Flash                 | 4–2   |
| 2014  | 2014 KeSPA Cup                        | Finaliste | –                     | –     |
| 2014  | WECG 2014 – Qualifications Corée      | Finaliste | –                     | –     |
| 2014  | IEM Season IX – San Jose              | Champion  | Rain                  | 4–3   |
| 2015  | KeSPA Cup Saison 1                    | Champion  | Park "Dark" Ryung-woo | 4–3   |
| 2015  | StarCraft II StarLeague 2015 Saison 3 | Champion  | Han "ByuL" Ji-won     | 4–2   |
| 2016  | GSL Preseason Week 1                  | Champion  | Life                  | 3–0   |
| 2017  | VSL Saison 1                          | Finaliste | –                     | –     |
| 2017  | GSL Super Tournament Saison 1         | Champion  | aLive                 | 4–2   |
| 2017  | IEM Season XII – Shanghai             | Finaliste | Lee "Dark" Byung-ryul | 1–4   |
| 2017  | GSL Super Tournament Saison 2         | Finaliste | Lee "Dark" Byung-ryul | 3–4   |
| 2022  | GSL Saison 2                          | Champion  | Maru                  | 4–1   |
| 2022  | DreamHack Masters Atlanta             | Champion  | Bunny                 | 4–3   |
| 2022  | WardiTV Team Liquid Map Contest #9    | Champion  | ByuN                  | 4–0   |
| 2023  | WardiTV Korean Royale                 | Champion  | Maru                  | 4–3   |
| 2023  | WardiTV Team Liquid Map Contest #10   | Champion  | MaxPax                | 4–2   |
| 2023  | WardiTV Team Liquid Map Contest #11   | Champion  | ByuN                  | 3–1   |
| 2025  | GSL Saison 1                          | Champion  | Cure                  | 4–3   |